# Clypeasta martini
Clypeasta martini är en skalbaggsart som beskrevs av Dewailly 1950. Clypeasta martini ingår i släktet Clypeasta och familjen Melolonthidae. Inga underarter finns listade i Catalogue of Life.